# 莱绍
莱绍（法語：Leschaux，法語發音：[leʃo]）是法国上萨瓦省的一个市镇，属于阿讷西区。

## 地理
莱绍（45°46'22"N, 6°7'33"E）面积12.52 平方千米，位于法国奥弗涅-罗讷-阿尔卑斯大区上萨瓦省，该省份为法国东部省份，历史上为薩伏依的一部分，北与瑞士接壤，西接安省，南至萨瓦省，东与瑞士和意大利接壤。
与莱绍接壤的市镇（或旧市镇、城区）包括：阿莱沃、拉沙佩勒圣莫里斯、格吕菲、圣厄斯塔什、维于拉谢萨。

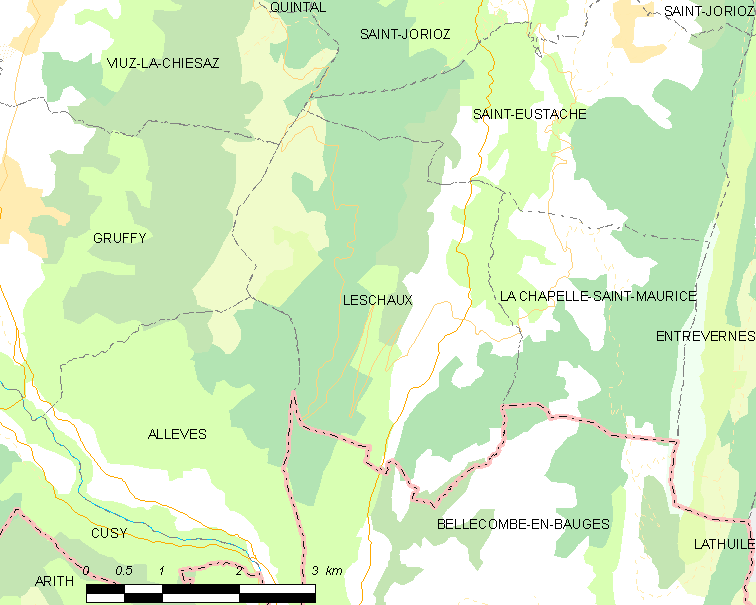
莱绍的OSM定位图

莱绍的时区为UTC+01:00、UTC+02:00（夏令时）。

## 行政
莱绍的邮政编码为74320，INSEE市镇编码为74148。

## 政治
莱绍所属的省级选区为阿讷西第四县。

## 人口

1962-2008年间莱绍人口变化图示

莱绍于2022年1月1日时的人口数量为309人。